# Pere Cabanyes
Pere Cabanyes fou Síndic i jurat de la vila de Sabadell el 1408, defensor dels privilegis reials de Sabadell contra les arbritarietats del Procurador delegat dels Consellers de la ciutat de Barcelona, Senyora de la vil·la de Sabadell, en que per la present causa va ser desterrat de la vil·la i processats els Prohoms el Consell de Sabadell per haver sortit en la seva defensa.